# Список дипломатических и консульских представительств в КНДР
Это — список дипломатических и консульских представительств в Корейской Народно-Демократической Республике. Корейская Народно-Демократическая Республика в течение десятилетий поддерживала дипломатические отношения преимущественно со странами социалистического лагеря и с развивающимися государствами. В настоящее время наиболее тесные связи у этого государства установлены с Китайской Народной Республикой.
В городе Чхонджин расположены консульства Российской Федерации и Китайской Народной Республики.

## Посольства вПхеньяне
- Алжир
- Болгария
- Бразилия
- Бруней
- Великобритания
- Вьетнам
- Германия
- Египет
- Индия
- Индонезия
- Иран
- Камбоджа
- Китай
- Куба
- Лаос
- Малайзия
- Монголия
- Нигерия
- Пакистан
- Палестина
- Польша
- Россия
- Румыния
- Сирия
- Чехия
- Швейцария
- Швеция
- Эфиопия

## Консульства вЧхонджине
- Китай
- Россия

## Резиденция посла в КНДР, расположенная за пределами КНДР

### ВГаване
- Багамские Острова

### ВПекине
- Австрия
- Азербайджан
- Албания
- Бангладеш
- Ботсвана
- Венгрия
- Венесуэла
- Замбия
- Зимбабве
- Исландия
- Испания
- Казахстан
- Камерун
- Катар
- Кипр
- Колумбия
- Ливан
- Северная Македония
- Мальта
- Малави
- Мексика
- Мьянма
- Оман
- Перу
- Португалия
- Руанда
- Сейшельские Острова
- Сербия
- Сингапур
- Словения
- Сьерра-Леоне
- Таиланд
- Танзания
- Тунис
- Финляндия
- Хорватия
- Чили
- Эфиопия
- ЮАР
- Ямайка

### ВСеуле
- Австралия
- Бельгия
- Гватемала
- Греция
- Дания
- Ирландия
- Италия
- Канада
- Маврикий
- Нидерланды
- Новая Зеландия
- Норвегия
- Португалия
- Святой Престол — субъект в статусе persona sui generis, владеющий собственной вспомогательной суверенной территорией  Ватикан
- Словакия
- Турция

### ВТокио
- Афганистан
- Сенегал